# Parque estadual de Prairie Creek Redwoods
O parque estadual de Prairie Creek Redwoods é um parque estadual localizado no condado de Humboldt, Califórnia, perto da cidade de Orick e a 50 mi (80,5 km) ao norte de Eureka. O parque de 57 km² é um santuário costeiro para árvores de sequoia-costeira primárias.
O parque é administrado conjuntamente pelo Departamento de Parques e Recreação da Califórnia e pelo National Park Service como parte do Parque Nacional de Redwood. Esses parques (que incluem o Del Norte Coast Redwoods, Jedediah Smith Redwoods e Redwood National Park) foram designados coletivamente como Património Mundial e fazem parte da Reserva Internacional da Biosfera da Costa da Califórnia.